# هاري غريفيثز (لاعب كرة قدم)
هاري غريفيثز (بالإنجليزية: Harry Griffiths)‏ (4 يناير 1931 بسوانزي في المملكة المتحدة - 25 أبريل 1978 بسوانزي في المملكة المتحدة) هو مدرب كرة قدم ولاعب كرة قدم بريطاني في مركز الدفاع. شارك مع منتخب ويلز لكرة القدم. أما مع النوادي، فقد لعب مع سوانزي سيتي.

## وصلات خارجية
- هاري غريفيثز على موقع قاعدة بيانات كرة القدم.إي يو (الإنجليزية)